# Giovanni Battista Giorgi
Giovanni Battista Giorgi, OSB (1536 – 24 de novembro de 1608) foi um prelado católico romano que serviu como bispo de Ston (1606–1608).

## Biografia
Giovanni Battista Giorgi nasceu em Raguse e foi ordenado sacerdote na Ordem de São Bento. No dia 14 de agosto de 1606, foi nomeado pelo Papa Paulo V como Bispo de Ston. Serviu como Bispo de Ston até à sua morte a 24 de novembro de 1608.